# 岱庙街道
岱庙街道，是中华人民共和国山東省泰安市泰山区下辖的一个乡镇级行政单位。

## 行政区划
岱庙街道下辖以下地区：
东湖社区、市场街社区、洼子街社区、元宝街社区、北新街社区、北关街社区、岱西街社区、岱东街社区、通天街社区、升平街社区、迎暄社区、花园社区、三友社区、五马社区、南关社区、金星社区、灌庄社区、迎春社区、丽景社区和东关村。